# 克隆战争
複製人之戰（英語：Clone Wars）是《星際大戰》系列作品中所描述的一场范围波及整个星系的战争，最早在电影《星際大戰四部曲：曙光乍現》中由欧比旺·克诺比所提到。但直到电影《星際大戰二部曲：複製人全面進攻》和《星際大戰三部曲：西斯大帝的復仇》才真正开始被描述，而詳細經過則在系列動畫作品《星際大戰：複製人之戰》中交代。除此之外，其他具体的故事和事件目前都包含在一系列小说、漫画和電子游戏中。
战争起源自上千个太阳系脱离银河共和国，并组建独立联邦威胁到共和国统治。首次战役则是绝地及其率领的共和国克隆人军为营救被杜库伯爵俘虏的欧比旺·克诺比、安纳金·天行者和帕德美·艾米達拉与独立联邦的机器人军队在基欧诺西斯展开的战斗。战争迅速蔓延到整个星系并逐步逼近共和国的首府所在地科洛桑。
战争在其后的绝地大屠杀、银河帝国建立和独立联邦覆灭等一系列连续事件后迅速结束，複製人之战及其所有相关事件的幕后操纵者其实都是共和国最高议长/西斯大帝白卜庭一人。

## 起源
曾经是绝地大师的杜库伯爵看穿银河共和国的極度腐敗，決定背叛共和国。拜达斯·西迪厄斯为师，堕落成西斯大君，被赐名达斯·泰拉勒斯。他遊說各星球脱离共和国，成立独立联邦對抗共和国。2年后，因独立联邦的分離活動威胁到共和国统治，共和國議會召開緊急會議，並授予白卜庭臨時最高決策權力，白卜庭宣稱自己將使用複製人大軍保衞共和國。
独立联邦的刺客不斷潛入共和國首都─科羅森試圖暗殺帕德美·艾米達拉，絕地師徒欧比旺·克诺比和安納金·天行者救了帕咪。歐比王在調查中發現複製人大軍，並追蹤独立联邦的重要成員之一——賞金獵人強格·費特到独立联邦的基地吉诺西斯星，到達後被杜库伯爵逮捕。安納金在帕咪陪同下前去吉诺西斯拯救歐比王，但被強格·費特逮捕。杜庫伯爵將三人送上競技場，希望他們被放出的怪獸蹂躪至死，但絕地大師魅使·雲度帶領絕地武士阻止杜庫伯爵，基欧诺西斯战役爆發。杜庫伯爵放出的機械人軍團攻擊絕地武士，混战中雖然雲度大師殺死強格·費特，但機械人軍團數量太過於龐大所剩下來的絕地武士場面也快控制不住，也遭大量的機械人軍團包圍。突然，尤達大師指揮下的複製人軍團到達吉諾西斯支援絕地武士，存活下來的絕地武士追殺杜庫伯爵。欧比王師徒在一個停機坪裡找到杜庫伯爵並發生光劍格鬥，杜庫伯爵刺傷了欧比王的手臂及大腿並砍下安納金的右手。此時，尤達大師來到停機坪並與杜庫伯爵發生光劍格鬥，實力不分上下。最後杜庫伯爵用原力破壞停機坪支柱來攻擊失去战鬥力的欧比王師徒二人，尤達大師趕緊轉移目標用原力吊走支柱來保衞欧比旺與安納金，杜庫伯爵便利用尤達分心空檔之際逃離吉諾西斯。吉諾西斯戰役最後由共和國取得首勝，但也揭開了長達三年的複製人大戰序幕。

## 經過
基歐諾西斯戰役完結後，由白卜庭為首的共和国和由分離主義份子組成的独立联邦互相交战，共和国用複製人軍團、独立联邦用机器人軍團。雙方同時與中立国或種族結盟。如赫族，独立联邦為取得赫族的支持，決定與赫族的基洛合作，綁架赫族首領赫特族賈霸的兒子羅塔，將綁架的罪名推到共和国身上，令賈霸與共和国交惡，令共和国用複製人軍團嚴清，令基洛成為赫族首領，同時與基洛結盟。可是被共和國參議員帕咪知道，雖然帕咪被基洛的刺客机器人活捉，但成功通知C-3PO並由他帶領一隊留守在科羅森的複製人巡邏兵拘捕已加入独立联邦的基洛和救走帕咪。
1、克里斯托夫西斯戰役
隨著克隆人戰爭如火如荼的展開，共和國與絕地疲於應付分離主義勢力的攻勢。此時分離勢力艦隊封鎖了資源豐富的克里斯托弗西斯行星，使得貝爾·奧加納議員和他的救濟工作陷入絕境。為了緊急救援威望素著的議員，絕地阿納金·天行者和歐比-萬·克諾比指揮一支共和國特遣隊，去解放這顆星球。然而，共和國艦隊卻遭到分離勢力艦隊指揮官特倫奇上將的迎頭痛擊，損失慘重，所幸克諾比將軍帶來的新型隱形飛船扭轉了戰局，一舉摧毀了封鎖艦隊的旗艦，瓦解了分離勢力的封鎖。
然而解決了封鎖並不代表整個戰役已經結束，共和國的部隊在地面進攻屢屢受挫陷入苦戰，每一次絕地的精妙計劃都被對方巧妙瓦解，為了找出隱藏在軍隊中的叛徒，阿納金和歐比-萬兩位將軍孤身闖入敵軍陣營，引誘叛徒主動現身，最終，雷克斯上尉和科迪指揮官雖然抓住了叛徒，卻沒能阻止其對軍隊器械的破壞，情況愈加惡化。
在得知共和國部隊的軍械被毀，分離勢力迅速發起進攻，卻被共和國僅剩的幾門重砲擊退，而此時為了迅速召回失去聯繫的阿納金和歐比-萬，絕地委員會派出一位神秘的信使前去支援，滿心期盼迎來增援的阿納金所見到的卻是委派給他的一名名叫亞蘇卡·譚諾的學徒。就在此時仍不死心的分離勢力打開護盾展開推進，為了解決危機阿納金帶領阿索卡前去炸毀護盾發生器，而歐比-萬則拖住敵軍，在眾人齊心協力的努力下，終於結束了克里斯托弗西斯戰役。
2、寶貝計劃
就在絕地疲於本命忙於應付戰爭的時候，銀河系的秩序卻無人維持。黑幫頭目赫特人賈巴之子遭到一夥海盜仇人的綁架，救子心切的賈巴，發出了求救信號。共和國為了爭取到賈巴在外環的支持立即派出阿納金一行前去執行解救任務，然而這次任務的背後卻不像表面看上去的那樣簡單。
在攻占了綁架者所在的修道院之後，阿納金和阿索卡與杜庫伯爵的刺客阿薩吉·文崔斯所率領的部隊遭遇了，阿納金的行動影像也被杜庫掌握成為證明絕地綁架賈巴的有力證據。情況已經明了，一切都是杜庫伯爵在背後指使。杜庫希望挑撥共和國和賈巴直接的關係好讓分離勢力因此獲利。就在阿納金和阿索卡走投無路的時候，歐比-萬及時趕到，牽制住了文崔斯的部隊，而阿納金與阿索卡則帶著賈巴之子安全撤離了修道院。
到達塔圖因的阿納金一行人遭到杜庫伯爵的伏擊，飛船墜毀，阿納金決定分頭行動，由自己詳裝保護賈巴之子牽制住杜庫伯爵，實則由阿索卡暗度陳倉保護其安全。與此同時，帕德梅·阿米達拉議員在科洛桑的為了解除賈巴對於絕地的誤會，而試圖找出綁架賈巴之子的真兇。就在她發現一切都是賈巴的叔叔齊羅與杜庫伯爵勾結的結果，卻不幸被齊羅抓住。
而在塔圖因的阿納金與杜庫展開激戰，兩人的決鬥卻因為阿索卡陷入危險而不了了之。阿納金師徒雖然擺平了杜庫伯爵的伏兵卻因為賈巴仍然誤會絕地，準備逮捕他們，就在雙方僵持不下的時候，在科洛桑被解救出來的帕德梅緊急聯絡賈巴，將齊羅與杜庫伯爵勾結的事實告訴了他。解除誤會後的賈巴答應了支持共和國的協議，然而這次勝利仍然無法阻止戰爭引擎的運轉。
3、毒牙魅影
克隆人星際艦隊四面受敵。數十艘共和國軍艦皆被摧毀在敵人兇猛的奇襲之中，無人倖免於難。各地傳聞分離軍擁有了恐怖的新式武器，面對不斷蔓延的恐懼，絕地委員會派遣普洛·孔大師，去剿滅此威脅，不讓它有再度禍害的機會。
然而面對分離軍的新式武器，毫無準備的共和國被打得措手不及，軍艦也被擊毀。失去與普洛·孔大師的聯絡，阿索卡十分擔心其安危並且不惜頂撞帕爾帕廷議長，最後阿納金還是帶著她偷偷前去展開搜救行動。另一方面，軍艦被擊毀的普洛·孔大師和幾名克隆人正在逃生艙等待救援，卻發現分離軍正在獵殺倖存者，經過一番鬥智斗勇，普洛·孔大師擊敗了獵殺小隊，成功等到了阿納金的搜救船，最終阿納金一行成功逃脫分離軍的追捕，而新式武器的神秘面紗也終於被揭開。
此刻，箭已離弦！分離軍戰列艦“毒牙號”闖入共和國疆域，如入無人之境，攔截軍艦無一倖免。阿納金·天行者從營救行動中虎口脫險之後，準備向敵艦發動反攻。以此回擊殘暴的機器人指揮官——格里弗斯將軍。
就在阿納金等人還未出發的時候，這位狡猾的分離軍統帥接到杜庫伯爵襲擊共和國克隆人秘密醫療站的任務。醫療站事關重大，阿納金等人不得不從危險的“巴爾莫拉航線”圍堵格里弗斯，結果特攻部隊尚未交戰就已經損失慘重。
慘重的損失，和迫在眉睫的醫療站之危迫使阿納金放棄直取毒牙號艦橋的計劃，轉而破壞其主砲，失去了主砲的“毒牙號”損傷嚴重，只能灰溜溜的夾著尾巴逃跑。
由於“毒牙號”戰列艦企圖摧毀外環星域克隆人醫療站的陰謀被粉碎，同時它也損失了重要的離子炮。所以絕地對逃竄的“毒牙號”緊追不捨，以期能將其徹底擊沉。然而為了拯救危急的“毒牙號”，杜庫伯爵再施一計，將前往與銀行業集團首席執行官會面的帕德梅·阿米達拉議員騙到雙方交戰戰場，並且命令格里弗斯將其挾為人質。
為此，共和國不得不停止追擊，轉而展開人質營救計劃。阿納金和歐比-萬乘“黃昏號”秘密潛入“毒牙號”，經過一系列冒險，阿納金成功救出帕德梅，並偷偷將“毒牙號”的超空間目標定位旁邊的星球。於是乎，分離勢力引以為傲的秘密武器就這樣撞毀在臨近的衛星上，化作了宇宙的塵埃……
4、賴洛思解放
分離勢力大舉進攻賴洛思星球，致命的軍艦組成了封鎖線，致使共和國防禦力量斷絕了一切支援，軍力日益削弱。儘管他們英勇作戰，並與提列克自由戰士査姆·辛杜拉聯手抗敵，絕地大師殆及其部隊仍然寡不敵眾，難以抵擋潮水般湧來的機器人大軍。共和國急需重新建立一條幫助賴洛思地面部隊的補給線，於是他們派遣德高望重的奧加納議員前往中立星球托伊達里亞，以求其能藉道給共和國為運輸艦提供補給。而與此同時收到消息的分離勢力則派出貿易聯盟的洛特·多德議員前去阻撓共和國的計劃。
雖然表面上托伊達里亞人同意了貿易聯盟的請求，回絕共和國支援賴洛思的要求，但托伊達里亞人的國王暗中答應奧加納拖住貿易聯盟，秘密允許共和國運輸補給，於是加·加·賓克斯議員通過宴會雜耍成功分散了洛特·多德議員的注意力，而共和國的補給也成功運輸到了賴洛思。
而為了給補給運達爭取時間，殆大師帶領彈盡糧絕的共和國部隊在狹窄的山谷與分離勢力決一死戰，由於孤立無援，這支部隊雖然英勇奮戰，最終卻全數陣亡，不過值得欣慰的是，他們的犧牲成功拖延了分離勢力的攻勢，拯救了撤離的提列克人，為解放賴洛思打下了基礎。
在機器人野蠻的佔領下，被分離勢力艦隊封鎖的賴洛思人民忍飢挨餓。邪惡的分離勢力頭目沃特·坦伯實行著鐵腕統治。應議會要求，共和國軍為解放賴洛思星係發動了一次大膽的攻勢。阿納金·天行者與學徒阿索卡·塔諾的任務是為歐比-萬的地面進攻掃清道路。
此次行動是學徒阿索卡的初陣指揮，然而因為經驗不足共和國的戰鬥機中隊落入狡詐的分離艦隊指揮馬爾·圖克的陷阱，損失慘重，就連負責艦隊指揮的尤拉倫上將也陷入昏迷。值此危難關頭，阿納金果斷駕駛受損嚴重的“衛士號”對分離艦隊實行神風特攻，成功搗毀了敵軍的指揮艦，而阿索卡則使用一種奇特的戰術擊潰了對方部隊的殘餘艦隻，解除了分離軍對於賴洛思的封鎖。
共和國大膽襲擊，絕地阿納金·天行者和學徒阿索卡·塔諾擊敗了封鎖行星的敵艦隊。絕地將軍梅斯·溫杜和歐比-萬·克諾比發動大規模攻勢，以解救忍飢挨餓的人民。分離勢力為了阻止共和國部隊建立著陸點，設置了幾門重型防空火砲，同時為了避免共和國炸毀防空火砲，它們將賴洛思的村民作為肉盾，希望憑此阻礙共和國的進攻。
面對分離軍在地面的重重阻攔，歐比-萬派遣手下最好的兩名士兵蠟將和沸騰前去尋找突圍的路線。兩人在巡邏的途中發現了一名飢餓的提列克幼女努瑪。這兩名富有同情心的克隆人很快就和這名小女孩建立了非同尋常的友誼。藉著努瑪的指引，歐比-萬繞過了敵軍的防線，不但拯救了人質，也摧毀了敵軍的防空火力。
伴隨著努瑪親切的呼喊，共和國軍邁著堅定的步伐向著下一個戰場繼續邁進。
共和國勝利在望！在絕地的帶領之下，克隆人士兵成功攻入被分離勢力佔領的賴洛思星球，阿納金·天行者在空中與敵人一決雌雄，歐比-萬·克諾比將軍則將各個村莊從卑鄙的分離勢力領導人沃特·坦伯手中解放出來。而現在，絕地將軍梅斯·溫杜對敵軍防線發起總攻，以解放首都萊蘇。
受限於萊甦的地形，溫杜大師決定與當地的自由戰士査姆·辛杜拉聯手，意圖攻破敵軍的防守，一舉解決掉這場戰役。另一方面，杜庫伯爵得知是溫杜大師指揮進攻後，命令坦伯迅速撤離，毀掉所有帶不走的物件，並將此宣傳為共和國的慘敗。然而坦伯過於貪心，為了接收最後一批寶藏的他，最終落得個城破被俘的命運。賴洛思的人民終於迎來解放，賴洛思解放戰也告一段落。
5、聖殿失竊
邪惡的僱傭兵凱德·貝恩受僱於達斯·西迪厄斯從絕地聖殿的存儲庫中盜竊了一個全息記錄儀。逃離犯罪現場後，貝恩追踪並俘虜了絕地大師博拉·羅帕爾。後者擁有一塊記錄著絕地武士團機密的水晶。一支分離勢力艦隊趕來支援賞金獵人，阿納金·天行者火速去攔截敵人退路，最終卻還是讓對方逃脫……
在得知貝恩正按照水晶中所藏有的原力敏感兒童的名單誘拐嬰兒之後，絕地武士團果斷出擊，雖然最終沒能抓住凱德和幕後黑手，卻成功阻止了他們的邪惡計劃，被綁的嬰兒們也被成功救回，聖殿終於又回歸平靜……
6、重返吉奧諾西斯
克隆人軍隊在各處殊死抵抗格里弗斯將軍的星際艦隊，原以為已經平定的分離派星球卻趁機再度與共和國為敵。在吉奧諾西斯，分離勢力頭目下等人波格爾龜縮在射線護盾保護下的新工廠裡製造出千千萬萬威力恐怖的新武器，滾滾鋼鐵洪流從生產線開赴戰場，要淹沒兵力稀少的克隆人軍隊。但絕地恢復共和國秩序的決心堅不可摧，當即決定大舉進攻，再取吉奧諾西斯，以徹底關閉波格爾那製造恐怖的工廠。
阿納金·天行者、歐比-萬·克諾比以及基-阿迪-芒迪大師兵分三路進攻，卻都遭到對方的頑強抵抗，歐比-萬所乘的運輸機被擊墜，險些喪命，幸好三支部隊克服艱難險阻成功會師，共和國終於在這個敵方軍區建立起了自己的根據地。
在得悉軍閥下等波格爾在吉奧諾西斯重建分離勢力機器人鑄造廠的陰謀後，絕地武士阿納金·天行者和其學徒阿索卡·塔諾準備進攻這座有重兵把守的設施。而他們的任務就是不惜一切代價摧毀工廠。在預計到敵人會負隅頑抗，共和國指揮部派遣絕地大師盧米娜拉·昂杜利和其學徒巴麗斯·奧菲前往增援。但時間對於無畏的英雄們來說十分緊迫，為了降低強攻的風險，盧米娜拉大師決定派遣兩位學徒從密道進入工廠內部，而她與天行者則進行佯攻吸引敵方的注意，如若順利則阿索卡與巴麗斯就能從工廠內部將其炸毀。
事不宜遲，眾人展開行動。面對分離勢力超級坦克機械大軍的強攻，共和國軍漸漸不支。而潛入工廠的阿索卡與巴麗斯也被波格爾逮個正著，就在共和國的計劃全線崩潰之際，阿索卡與巴麗斯搶奪了一輛超級坦克並不顧自己安危摧毀了工廠的反應堆，龐大的建築轟然崩塌，兩人也被瓦礫所掩埋。
兩人生死未卜，阿納金急不可耐，最終依靠師徒間的感應成功將兩名學徒救出，作戰計劃總算是圓滿完成了。
經過數次大捷之後，第二次吉奧諾西斯戰役成績喜人，在大戰之後共和國終於再次奪取這顆分離勢力星球，並摧毀了製造死亡的機器人工廠。盧米娜拉·昂杜利大師在偵查時發現了卡里娜女王，她的蟲巢意識能讓吉奧諾西斯士兵死而復蘇，在摧毀女王聖殿的過程中，絕地也終於逮捕了她的大臣下等人波格爾。
捉住了波格爾的絕地立即準備將其押送至科洛桑接受法律的製裁，並派遣阿索卡與巴麗斯兩位學徒負責押運，誰知吉奧諾西斯的噬腦魔蟲混入押運船隻並將船上克隆人全數感染。面對連巴麗斯也被感染控制的絕望，阿納金通過折磨波格爾的方法終於讓他透露如何解決這些可怕的寄生蟲，最終阿索卡通過低溫化解了這場生化災難。
7、卡米諾保衛戰
隨著外環星域戰事升級，絕地分散到銀河系的各個角落，疲於應付。眾多克隆人新兵匆忙投入戰場，支援絕地將軍。戰爭無情，兵員緊缺，很多年輕的克隆人尚未完成訓練就要趕赴前線，這些克隆人負責一系列極重要的監測站，他們是共和國防備入侵的唯一屏障……
雷克斯和科迪接受上層的命令去視察最重要的監測站——里希哨站，然而當他們抵達時，這個為了保護卡米諾而設立哨站已經被分離勢力的秘密部隊攻陷，雷克斯與科迪依靠哨站倖存的幾名克隆人逃出升天，最終依靠士兵重擔“犧牲”自己摧毀了分離勢力的陰謀，讓共和國艦隊及時發現了格里弗斯打算秘密入侵卡米諾的計劃，然而這次由於敵眾我寡，里希哨站最終只餘兩名克隆人士兵“迴聲”和“五號”得以倖存，雖然悲痛，但分離軍的攻勢還遠未結束，眾人只得強打精神繼續奮戰……
秘密突襲卡米諾失敗的格里弗斯並不死心，他與阿薩吉·文崔斯再次策劃了一次針對克隆工廠所在地卡米諾星球的襲擊。而這條消息則被絕地截獲，為此阿納金·天行者、歐比-萬·克諾比與留守卡米諾的絕地大師莎克·蒂會合，以期抵擋住格里弗斯的攻勢。
面對嚴陣以待的共和國軍，格里弗斯以太空艦隊為誘餌吸引絕地的注意力，實則讓先行潛入的文崔斯為主力部隊，進攻位於卡米諾蒂波卡城的克隆人DNA儲存室。察覺了格里弗斯計劃的阿納金與歐比-万迅速回防，雖然最終奪回了克隆人DNA模板，但卻還是讓格里弗斯和文崔斯逃脫。不過成功保衛住自己母星的克隆人卻沒有為這個失敗而頹廢，他們將繼續為解放銀河係而奮戰……
8、越獄
在外環星域完成一項危險任務後的歸途中，絕地大師埃文·皮爾的巡洋艦被攻占。為了得到他攜帶的一份重要情報——超空間密道內克薩斯航線，分離軍將其生擒。為此，絕地準備了一項秘密任務，深入分離勢力空間的心臟地帶，力圖營救皮爾大師，助其逃離以“堡壘”著稱的森嚴監獄
為了騙過敵軍的生命探測器，阿納金想出將營救隊人員碳凝的點子，即使如此，小心翼翼潛入要塞的眾人仍舊被狡猾的分離軍指揮官奧西·索貝克發覺，突破重圍的阿納金等人救出了被困的皮爾大師，還拯救了一位意想不到的人……
為了防止同時被捕，絕地決定兵分兩路，然而原定計劃卻被對方識破，被逼無奈，兩隊被迫在停機坪會合，結果正中敵人下懷，為了突破重圍，ARC士兵迴聲準備強行登上救援船，卻壯烈犧牲，面對如此絕境，眾人只得暫避鋒芒等待共和國大軍的救援……
被杜庫伯爵逼迫取得戰果的索貝克狗急跳牆，放出兇惡的阿努巴追擊絕地眾人。戰況十分混亂，皮爾大師不幸身負重傷，在彌留之際皮爾大師將自己所知的一半信標告訴了阿索卡並囑託她一定要將之交予絕地委員會……
趕到匯合點的眾人與負責追擊的索貝克遭遇了，雙方展開了生死決鬥。最終這位喪心病狂的分離勢力指揮官死在了阿索卡的劍下，而普洛·孔大師也在共和國艦隊的掩護下，突破了包圍將眾人成功救離。回到科洛桑的眾人卻無法卸去重擔，因為議長與絕地委員會似乎開始了一場政治角力……
9、蒙卡拉馬里會戰
蒙卡拉馬里人的水世界局勢高度緊張，兩個不同的種族——好戰的誇潤人和崇尚和平的鄰居蒙卡拉馬里人——奮力維持著脆弱的共存關係。然而雪上加霜的是，蒙卡拉馬里人的國王被神秘謀殺，留下他年輕的兒子利查爾王子獨自領導他的人民，但誇潤人不願接受這位新統治者為王。阿米達拉議員及其絕地保鏢前往幫助解決爭端……
由於分離勢力的觀察員不斷挑撥，共和國期望的談判破裂了。蒙卡拉馬里人並不是誇潤人與分離勢力的對手，所幸菲斯託大師帶領共和國水軍及時支援。為了應對共和國的增援，兇殘的分離勢力指揮官塔姆森從自己家鄉調遣來了秘密武器——“機械強化水母”。面對這種兇殘的武器，眾人只好暫時後撤另尋它途……
由於猝不及防外加寡不敵眾，蒙卡拉馬里王子被迫與絕地一起藏在首都地下深處的洞穴裡等待共和國的進一步支援。為此絕地委員會特地找到水下的戰鬥種族岡根人前來支援並與分離勢力展開大戰，為了呼應援軍，阿納金搗毀了敵軍的雷達站，讓岡根人能順利突襲。與此同時，王子陛下則去解放被俘的蒙卡拉馬里民眾。就在共和國一路高歌猛進的時候，分離勢力的預備隊突然抵達，共和國被打了個措手不及，負責斷後的菲斯託大師被塔姆森打敗，眾人也都被抓住，只有王子與阿索卡逃出生天……
現在只剩最後一線希望……在父王遇刺身亡後，其王國亦於星球內戰中淪陷。蒙卡拉王子利查爾被迫躲藏起來，他唯一的保護者就是絕地學徒阿索卡·塔諾，軍隊被俘、朋友遭囚。這種情況下王子似乎已經瀕臨絕望，而杜庫伯爵命令其凶殘的代理人里夫·塔姆森不擇手段找出躲藏的利查爾王子，因為他知道只要王子一息尚存，希望就不會消逝…… .
為了找出王子的下，落塔姆森不停的折磨眾人，無法對危難的朋友視而不見的利查爾王子挺身而出，直面塔姆森並且說得誇潤人議員諾瑟·賴倒戈。蒙卡拉馬里人與誇潤人攜手將入侵他們家園的分離勢力驅趕了出去。最終在利查爾王的帶領下，蒙卡拉馬里星將迎來新的繁榮。
10、昂巴拉戰役
由於其議員米·迪奇死於議會謀殺案，作為共和國重要補給線的昂巴拉星球倒向分離勢力。為了解決外環戰局的危機，共和國深入偏僻的幽靈星雲意圖打破分離勢力的封鎖。正當阿納金·天行者協助歐比-萬·克諾比的212攻擊營攻克昂巴拉人首都的時候，他卻突然被召回科洛桑，而其麾下的501軍團則被移交至絕地將軍龐·克雷爾——一位精幹又暴躁的領導者。克雷爾的魯莽策略致使雷克斯上尉及其部隊遭受慘敗，被迫撤退……
為了切斷敵軍機場對於首都的補給線，克雷爾將軍發動了一次近乎自殺式的突擊。雷克斯上尉率領眾人被迫面對由對方火力交織而成的絞肉機，克隆人損失慘重。面對敵方的重型坦克，雷克斯上尉不顧克雷爾制定的危險戰術，派遣“悍將”和“五號”對敵軍機場發動了一次偷襲，奪取了對方的戰鬥機並摧毀了對方的坦克，最終瓦解了敵方的防守，攻占了敵方的空軍基地。而這更加激化了眾人對於克雷爾領導能力的懷疑，軍心開始渙散……
由於敵人建立了新的補給線，所以501軍團如果繼續推進必將進入敵軍的轟炸區。厭倦了繼續這樣執行自殺般的進攻任務，“五號”糾集了“悍將”和“傑西”一同秘密乘坐繳獲的昂巴拉戰機前去炸毀敵軍的補給艦。然而事情進展的並不像想像中的順利，最終為了摧毀敵軍的反應堆，“悍將”獻出了自己的生命。等待“五號”和“傑西”的卻不是英雄般的歡呼，而是殘酷的處刑……
所幸，沒有克隆人願意將這兩位戰爭英雄處刑。就在克雷爾與雷克斯僵持不下時，他們得知昂巴拉人化裝成克隆人即將展開進攻，克雷爾決定先發製人，他命令雷克斯立即進攻並且殺無赦。 501的士兵與所謂的偽裝成克隆人的昂巴拉士兵交火了，然而雷克斯發現了其中的蹊蹺，那些“敵人”根本就是自己人，但是一起都已經太晚了，組織進攻的212營排長蠟匠不幸在這場交火中犧牲，在彌留之際他告知了雷克斯一切都是克雷爾的陰謀……
知曉了真相的雷克斯當機立斷決定逮捕克雷爾將軍，並且將事實弄個水落石出，給犧牲的士兵們一個交代。
面對雷克斯的質問克雷爾大方的承認了自己的變節，並且從圍困中殺出一條血路，最終依靠“鎚頭”機智的策略才將這個墮落的絕地抓捕歸案。眾人本打算將克雷爾待戰後移交給軍事法庭，然而與克雷爾串通一氣的昂巴拉人此時卻發動進攻伺機劫獄，迫於戰略考量雷克斯決定就地處決克雷爾，不過生而善良的他卻無法扣動扳機，就在克雷爾得意洋洋之際，一直被他利用的“教條”猛然扣動扳機，結束了這個墮落叛徒罪惡的一生……
11、行動目標帕爾帕廷
恐怖主義！分離勢力策劃綁架議長帕爾帕廷的陰謀計劃者莫拉洛·伊瓦爾被共和國抓獲，但是銀河黑道盛傳，這位詭計多端的恐怖分子的計劃才剛剛開始。為了探清莫拉洛的計劃，絕地歐比-萬·克諾比偽裝成殺掉自己的賞金獵人雷科·哈丁潛入監獄接近莫拉洛，以求探清他的計劃。
在獄中莫拉洛與凱德·貝恩聯手發動暴亂趁機越獄，歐比-萬被迫與之一起亡命天涯……
三名亡命之徒從科洛桑逃到了納爾赫塔。經過一番鬥智斗勇，歐比-萬擺脫了為複仇而來的阿納金的糾纏並且獲得了凱德·貝恩和犯罪主腦莫拉洛·伊瓦爾的信任。這讓他有機會進入分離勢力的大本營——美麗的星球塞倫諾，在這裡有一場殘酷的競技等待著他…….
為了選拔參與綁架帕爾帕廷議長的行動人員，莫拉洛·伊瓦爾建立了一個名為“魔方”的設施，這個設施裡包含了一切他們在任務中會遇到的情況，而他們只有一個任務那就是——活下去。
最終憑藉實力和運氣，歐比-萬帶領眾人通過了考驗，然而最終杜庫伯爵還是選擇凱德·貝恩來擔當任務的領隊，而這支特別小隊的目標就是即將於納布“光明節”發表演講的帕爾帕廷議長……
為了保護議長，執行臥底的歐比-萬將行動計劃完全透露給了絕地委員會。然而還是被凱德·貝恩差點得手。所幸本應到場接應的杜庫伯爵並沒有如約前來，讓整個綁架計劃功虧一簣。不過仍感事有蹊蹺的歐比-萬決定留下了尋求事情的真相。結果他發現原來杜庫伯爵早已識破他的偽裝。這次綁架計劃背後一定另有乾坤……
果不其然，議長在晚上收到參加宴會的邀請，然而這實際上是杜庫伯爵的陰謀。阿納金拼死保護議長還是不敵杜庫伯爵。眼看著議長就要被抓走，歐比-萬及時趕到師徒聯手將議長救下。事後議長留下了一句耐人尋味的話：“一個令人不寒而栗的想法，如果銀河系沒有了絕地會怎樣？”
12、摩爾崛起
隨著戰爭的推進，杜庫伯爵手下最狡詐的刺客阿薩吉·文崔斯變得越來越強大，以至於西斯尊主達斯·西迪厄斯也不能忽視她的存在。為了防止杜庫利用她反叛，西迪厄斯命令杜庫將這個威脅扼殺在搖籃中，為了證明自己的忠誠，杜庫背叛了文崔斯，幾近將其置於死地。不過文崔斯命不該絕。大難不死的她逃回自己原本的故鄉達索米爾，尋求自己同族暗夜姐妹的保護。
暗夜姐妹的塔爾津欣然接受了文崔斯，並且答應幫她復仇。她派出部落中最強的兩名的戰士協助文崔斯去刺殺杜庫伯爵。由於雙方實力太過懸殊，即使被巫術剝奪了視力的杜庫伯爵依舊將三人擊敗。心有不甘的文崔斯逃回達索米爾，然而塔爾津主母表示這只是計劃的一環罷了……
由於文崔斯的刺殺讓杜庫伯爵誤認為是絕地針對本人的暗殺行動，深感自己防禦力量不足的杜庫伯爵正在苦惱，塔爾津主母主動請纓獻上了西斯尊主達斯·摩爾的同族——薩瓦奇·奧普雷斯——作為他的護衛，實際上薩瓦奇受到她的巫術操控並不是真心為杜庫服務。
在測試過薩瓦奇的能力後，伯爵十分滿意，並且有意將其培養為新的徒弟。另一方面絕地為了弄清薩瓦奇的真實身份追查到了達索米爾，被絕地逼迫的塔爾津主母不得已將薩瓦奇為杜庫伯爵服務的事實透露了出來。如今事情敗露，塔爾津催促文崔斯趕緊行動。倉促行動的文崔斯與薩瓦奇聯手仍不是杜庫的對手。就在雙方糾纏不休的時候，薩瓦奇突然暴走打退了伯爵、文崔斯以及追踪而來的歐比-萬師徒。負傷的他逃回了達索米爾，尋求主母的幫助。為了讓薩瓦奇更加強大，塔爾津指引薩瓦奇前去尋找自己失落的兄弟——達斯·摩爾。靠著主母給予的感應項鍊，這頭受傷的野獸踏上了尋親的旅途……
多次暗殺的失敗讓文崔斯陷入反思，最終她決定放棄西斯之道，回歸暗夜姐妹的大家庭。另一方面。被多次暗算的杜庫伯爵惱羞成怒，派遣格里弗斯將軍掃蕩達索米爾，意圖徹底消滅這夥邪惡的女巫。
被逼無奈的塔爾津啟動了護族的亡靈大軍並且通過巫術詛咒杜庫伯爵，希望以此迫使他退兵。狗急跳牆的杜庫伯爵命令格里弗斯趕緊殺光暗夜姐妹一個不留，解除詛咒。結果暗夜姐妹不敵分離勢力的大軍，整個部族被徹底剿滅，塔爾津主母也化為雲煙，留給文崔斯的是一個孤獨但又自由的道路……
就在暗夜姐妹為分離勢力所摧毀的時候，仍在星系間搜尋兄弟下落的薩瓦奇毫不知情。最終他在小洛索星上找到了本應死去的西斯尊主達斯·摩爾。原來當年在納布之役中被歐比-萬腰斬的摩爾依靠其黑暗面強大力量保住性命，並且逃到了這顆偏遠的行星以求能東山再起。然而摩爾所遭受的折磨太過可怕，他的意識早已支離破碎。為了將他治好，薩瓦奇將其帶回達索米爾，尋求塔爾津主母的治療。
回到達索米爾的薩瓦奇被星球上僅剩的斷壁殘垣震驚了。不過塔爾津主母表示一切都無所謂，並且治好了摩爾的精神，利用機械修復了他的下肢。幹完這些的主母隨風而去，留下摩爾與薩瓦奇這對兄弟自己去尋求他們所期望的正義……
與此同時，在得知摩爾仍然倖存的歐比-萬為了完成自己當年未竟的事業而展開行動。不過由於被薩瓦奇伏擊，歐比-萬不幸被俘。而感知到薩瓦奇而尋求復仇的文崔斯也趕到此處，及時拯救了歐比-萬這個老相好。兩人擊退了摩爾兄弟，成功逃離了兩人的圈套。雖然自己的複仇並沒有完成，不過摩爾表示一切才剛剛開始……
伏擊失敗的摩爾認識到個人的力量太過渺小，只有組建一支強大的勢力才能阻擋絕地源源不斷的追殺。為此兩人收買了杭多手下的太空海盜以求侵占他們的地盤組建自己的勢力。就在摩爾的計劃即將得逞之際，歐比-萬及時趕到並且協助杭多擊破了摩爾的計劃，致使兩兄弟不得不繼續他們的流亡之旅……
勉強保住性命的摩爾兄弟被流竄的死神衛發現。由於尋求著相同的目標雙方暫時聯手，利用死神衛的兵力，摩爾聯合銀河黑道，並且瓦解了新曼達洛人莎廷女公爵的統治。然而此時死神衛的領袖維茲拉突然翻臉將摩爾兄弟打入大牢，不過這樣讓摩爾認識了因為腐敗而被關押的曼達洛前首相阿爾梅克。在認定可以讓阿爾梅克擔當傀儡領導人之後，摩爾越獄了。他以驚人之勢擊敗了維茲拉，獲得了曼達洛的統治權。終於摩爾以曼達洛為掩護，開始準備著手建立不輸於共和國和分離勢力的黑道帝國……
由於老相好莎廷被抓，歐比-萬再次擔當護花使者，隻身前往摩爾控制的曼達洛星系，不過這一切恰恰是摩爾給他安排的圈套。捉住了歐比-萬之後，摩爾以勝利者的姿態在歐比-萬面前殘忍地殺害了莎廷。心灰意冷的歐比-萬被投入大牢，卻被莎廷之妹博卡坦所救。臨行前，博卡坦讓歐比-萬回到共和國並請求他們支援，因為她只有一個目的，那就是讓摩爾的統治覆滅！
另一方面，一直按兵不動，靜待事情發展的西迪厄斯突然親自出馬，清理師門，以絕對的優勢擊敗了摩爾兄弟，薩瓦奇不幸被殺，而摩爾則被西迪厄斯抓住，等待他的將會是何種命運呢？
13、聖殿爆炸案
聖殿發生恐怖襲擊！絕地聖殿在遭遇惡性恐怖襲擊後陷入混亂，阿納金·天行者和阿索卡·塔諾著手探查，以查明誰是這場可怕災難的幕後真兇。經過調查他們發現了真正的破壞者——萊塔·特蒙德，經過一番努力兩人終於將她繩之以法。
本以為將萊塔移交給軍方之後一切都已經結束，阿索卡卻接到在獄中的萊塔要求單獨見面的請求。阿索卡為了弄清萊塔的動機於是同意赴約。在獄中萊塔透露了一個驚天的秘密——那就是她是受人驅使才犯下此等罪行的，幕後黑手竟是一名絕地！
就在萊塔準備進一步透露真相的時候，突然被隔空鎖喉殺死，而與其獨處一室的阿索卡卻被栽贓成了殺人兇手。為了查清真相洗脫罪名，阿索卡逃離重重追捕，以罪犯隻身進入科洛桑的地下世界尋求真相……
逃入科洛桑下層的阿索卡不得不躲避保安力量的抓捕。與此同時她也不忘與好友巴麗斯偷偷聯絡，後者承諾幫助她調查隱藏在爆炸案之後的陰謀。就在阿索卡以為躲開了所有追兵的時候，卻又被成為賞金獵人的文崔斯盯上。
阿索卡說服了文崔斯協助自己，兩人開始一起逃亡，期間阿索卡再次與巴麗斯通信。經過巴麗斯調查，一間倉庫似乎和爆炸案有關，於是阿索卡動身前去調查。而由於協議已經完成，文崔斯與阿索卡分手，卻在路上被一名神秘人偷襲。神秘人穿上文崔斯的行頭與阿索卡交戰，將阿索卡逼到存有納米機器人的倉庫後，神秘人突然消失。而隨後趕到就是負責抓捕阿索卡的阿納金等人。面對種種不利證據還未申辯的阿索卡就被沃爾夫指揮官擊暈。等待她的又會是何種命運呢……
面對種種不利的證據，阿索卡被判定為聖殿爆炸案的幕後真兇。絕地委員會迫於政治壓力將阿索卡逐出了絕地武士團，並將其移交給共和國的司法機關。為此，阿納金決定找到文崔斯，查出幕後的真相。
文崔斯將自己被襲擊的事情告訴了阿納金，同時也告訴了他阿索卡與巴麗斯聯絡過這件事。另一方面共和國對於阿索卡的審判也已經開始。面對塔金咄咄逼人的態度，形勢對於阿索卡來說越發的不利…..
拼圖的最後一片也已經找到，毫無疑問巴麗斯就是幕後真兇。為了證明阿索卡的清白，阿納金找上了巴麗斯，抓住了她的馬腳。狗急跳牆的巴麗斯拼死反撲最終仍然不敵阿納金，被逮捕歸案。就在阿索卡即將被宣判有罪的時候，阿納金及時將巴麗斯押解至現場。
被捕的巴麗斯則在法庭上控訴，控訴絕地由於戰爭過於墮落。她認為絕地才是應該為戰爭負責的人，而她所策劃的一切都是為了批判絕地現在的做法。無論她的觀點是否正確，其行事作風已經偏離了絕地之道。最終巴麗斯被關押，而阿索卡則無罪釋放。
面對之前一系列的無解，絕地委員會的委員們向阿索卡致以最真誠的歉意，並且懇求阿索卡回歸絕地這個大家庭。而阿納金也希望阿索卡留下了繼續做他的學徒。這些歉意都無法磨平之前的創傷，悲痛欲絕的阿索卡拒絕了武士資格的升遷以及阿納金的挽留。
在科洛桑落日的餘暉之中，一個人，緩緩地離開了這個她曾經稱之為“家”的聖殿……
14、66號協議之謎
共和國與分離勢力在林戈溫達展開死戰，雙方為了爭奪環繞行星的巨大空間站派遣了大量部隊。就在阿納金·天行者將軍與絕地大師孿生姐妹蒂普利和蒂普拉即將獲得勝利的時候，克隆人“鎚頭”突然射殺了蒂普拉大師。由於這意外的兵變，共和國的攻勢被打亂，被迫撤退。他似乎不知道自己究竟做了什麼，而且其健康迅速惡化。擔心這種疾病可能是分離勢力的陰謀有關，阿納金·天行者派遣雷克斯上尉以及ARC士兵“五號”將鎚頭押解至卡米諾的克隆人培養中心，進行細緻的診斷……
由於正常檢測無法查明真相，莎克·蒂大師與負責檢測的娜拉·塞對於“鎚頭”接下來的診斷方式各執一詞，卡米諾人為了保護當初跟神秘的泰拉納斯尊主所定下的秘密條款66號協議，執意要殺死“鎚頭”。而絕望的“五號”在醫療機器人AZi-3的幫助下試圖拯救他朋友的生命時，在“鎚頭”的大腦中找到並提取出了一顆腫瘤。在這之後“鎚頭”卻死亡了，而五號也被逮捕了。那顆腫瘤切片成了揭開這個謎題的唯一途徑……
在好友“鎚頭”神秘死去之後，ARC士兵“五號”進行了調查，並發現了一枚隱藏的生物芯片被放置在克隆人體內——自他們還處於幼年就已如此。而卡米諾醫療專家娜拉·塞聲稱芯片完全無害，只是為了製約克隆人防止他們不可預料的暴力行為。五號對此有不同意見，他說服了絕地大師莎克·蒂，允許他向最高議長帕爾帕廷直陳意見，為自己辯護……
本應於議長獨處並且陳述事實的“五號”卻試圖刺殺議長！刺殺未遂的“五號”四處逃竄，最終他在克隆人酒吧遇見了501軍團的同僚“傑西”。 “五號”告訴“傑西”自己是被誣陷的，並通過他，將阿納金與雷克斯單獨約了出來。就在“五號”試圖告訴他們真相的時候，科洛桑衛隊突然趕到。驚慌失措的“五號”拿起了放在一旁的爆能槍，卻被神狐指揮官一槍斃命。在彌留之際，“五號”表示自己只想將一個士兵的職責進行到底……真相就這樣被掩蓋了，而“五號”與鎚頭也就這樣白白的犧牲了，似乎誰都沒法阻止西斯勝利的腳步……
就在士兵暴走事件沉寂下去之後，絕地委員會突然收到一個求救信號。經過查實這個信號正是來自訂購了克隆人大軍的已故絕地大師賽福-迪亞斯。為了弄清事件的謎團，普洛·孔大師前去調查，卻只找到迪亞斯大師的光劍……
尤達大師從前議長瓦洛倫那裡得知賽福-迪亞斯大師死前正好在進行對派克海盜的調停工作，與之同行的還有瓦洛倫議長的助手以及一位神秘的不知名絕地。於是絕地委員會派遣阿納金與歐比-萬前去費盧西亞的派克海盜處尋找事件的真相……
在得知絕地正在調查賽福-迪亞斯的事情之後，達斯·西迪厄斯為了確保陰謀繼續執行，命令杜庫伯爵，即西斯尊主達斯·泰拉納斯，前去派克海盜彌補自己的過失。原來當初雖然賽福-迪亞斯大師身亡，然而瓦洛倫議長的助手卻僥倖存活。派克海盜將他秘密的收押起來，以防命令他們暗算賽福-迪亞斯的泰拉納斯中途變卦。就在瓦洛倫議長的助手西爾曼即將向阿納金和歐比-萬透露出幕後黑手的時候，西爾曼被前來清理線索的杜庫伯爵擊殺……
三人再次交手，派克海盜趕來幫助兩人，歐比-萬從派克海盜口中得知原來杜庫就是神秘的泰拉納斯尊主，然而在交手中兩人非但沒有抓住杜庫，而且連重要的證人派克海盜的領袖也被杜庫所殺。不過事情的迷霧已經開始散去，絕地已經得知原來克隆人大軍是西斯計劃的關鍵一環，不過現在局勢所迫，絕地也只能按照西斯譜寫的劇本繼續走下去……
15、不朽之道
為了解決西斯所布下的迷局，尤達大師陷入冥想以其從原力中得到答案。結果卻聽到了一個意想不到的聲音——那就是本應該已經死去歸於原力的奎-岡·金！絕地委員會的其他成員對此表示懷疑，芒迪大師堅持認為這是西斯的陰謀，為了安全起見尤達被限制了自由。
為了尋求追隨奎-岡的指引，尤達悄悄地溜出了聖殿。他跟隨奎-岡的指引來到了達戈巴，在這裡他見到了未來的影像以及那個神秘西斯尊主達斯·西迪厄斯。奎-岡告訴他只有學會了不朽之道才能挽救絕地，於是尤達根據原力的指引再次踏上旅程……
尤達來到了生命的發源地，在這裡他遇見了五位聖靈。他們並不完全認定尤達有資格學習這門偉大的技藝，為此尤達必須通過他們的考驗。尤達先後擊敗了自己的黑暗面，面對了自己的絕望以及抵抗了內心的誘惑。為了最後一項考驗他必須前往西斯的發源地莫里班直面自己的恐懼……
到達莫里班的尤達，雖然擊敗了赫赫有名的西斯尊主達斯·貝恩的幻象，但其他古老的西斯陰魂將尤達在莫里班的事情告知了西斯尊主達斯·西迪厄斯。為了藉此時機擊垮尤達大師，西迪厄斯招來杜庫伯爵，通過他與尤達大師之間的聯繫入侵到了尤達大師所見的幻象之中。最終，西斯的邪惡計劃還是失敗了，不過戰爭仍在繼續而距離光與暗最終對決的那一天也越來越近了……
後來獨立聯邦機械人統帥格里弗斯将军進攻共和国的首都所在科羅森星，並綁架共和国議長白卜庭。複製人軍團與絕地武士努力營救下，也是失敗，白卜庭被捉上一艘屬於独立联邦的巡洋艦。最後由欧比王與安纳金上船救走。

## 结束
欧比王與安纳金在科羅森上空一艘屬於独立联邦的巡洋艦上營救共和国議長白卜庭的途中，遇上独立联邦的頭號人物杜酷伯爵。雙方以光劍进行格鬥，欧比王在激戰過程中被擊暈后，安纳金最後切下了杜酷伯爵的雙手。白卜庭命令安纳金殺死已经没有抵抗能力的杜酷伯爵。其后，独立联邦二號人物格里弗斯将军在科羅森战役失敗后撤退到独立联邦的基地猶它堡，隨後欧比王便率領一批複製人軍團向猶它堡发动攻擊，格里弗斯将军與欧比王进行光劍格鬥后败走，欧比旺追殺他至一個停機坪，雙方再次發生大戰。當格里弗斯将军將欧比王推到崖邊，準備用刺客机器人的長矛殺欧比王時；欧比王用原力拿到一支手槍向其射击。结果点燃机油导致格里弗斯将军全身起火燒死。最後达斯·西帝派成為西斯大君的安纳金到穆斯塔法星，以協助独立联邦的名义，進攻穆斯塔法星並殺光包括独立联邦三號人物紐特·岡雷在內的独立联邦的成員，並關閉了獨立邦聯散布在各個星系的机器軍團，複製人戰爭正式完結。

## 後果
複製人戰爭以银河共和国全面勝利和独立联邦全面覆灭为结束。这时，表面上为共和国議長实为西斯的白卜庭诬陷絕地議會，以絕地武士有顛覆共和國的企圖为由发动了一場血腥的绝地大屠杀。一方面向複製人軍團下达第66號密令殺害在銀河系各個角落的絕地武士，另一方面则改國號為银河帝国，並自行加冕为帝国皇帝。在大屠杀之后，絕地武士最後只留下尤達大师、欧比王以及只出現在動畫中的肯南等少數倖存者。身為西斯大帝的白卜庭成功地消滅了西斯千年以來的世敌——絕地武士，並以獨裁暴政方式掌控整个銀河系。但是悍衛民主共和的反抗軍同盟从开始便不順从银河帝国，進而引發长达23年的銀河內戰。

## 概念和創造
「複製人戰爭」這個名字在原版的《星際大戰》電影三部曲中被簡要的提及了兩次。

## 分析
電台主持人克萊德·路易斯（Clyde Lewis）認為白卜庭和現實中納粹德國阿道夫·希特勒的作法相似，兩人都利用戰爭和替罪羊來操縱社會的情緒。